# Mistrzostwa Świata w Lekkoatletyce 2022 – chód na 20 km mężczyzn
Chód na 20 km mężczyzn – jedna z konkurencji biegowych rozgrywanych podczas lekkoatletycznych mistrzostw świata na kilometrowej pętli przebiegającej przez bulwar Martina Luthera Kinga w Eugene.

## Terminarz
| Data     | Godzina |       |
| -------- | ------- | ----- |
| 15 lipca | 15:10   | Finał |

## Rekordy
Tabela prezentuje rekord świata, rekord mistrzostw świata, rekordy kontynentów oraz najlepszy wynik na listach światowych w sezonie 2022 przed rozpoczęciem mistrzostw.
|                            | Zawodnik        | Wynik   | Miejsce          | Data                  | Źródło |
| -------------------------- | --------------- | ------- | ---------------- | --------------------- | ------ |
| Rekord świata              | Yūsuke Suzuki   | 1:16:36 | Nomi             | 15 marca 2015(dts)    | [ 2 ]  |
| Listy światowe             | Wasilij Mizinow | 1:17:47 | Soczi            | 31 stycznia 2022(dts) | [ 2 ]  |
| Rekord mistrzostw świata   | Jefferson Pérez | 1:17:21 | Saint-Denis      | 23 sierpnia 2003(dts) | [ 2 ]  |
| Rekord Afryki              | Samuel Gathimba | 1:18:23 | Nairobi          | 18 czerwca 2021(dts)  | [ 3 ]  |
| Rekord Ameryki Północnej   | Julio Martínez  | 1:17:46 | Eisenhüttenstadt | 8 maja 1999(dts)      | [ 4 ]  |
| Rekord Ameryki Południowej | Jefferson Pérez | 1:17:21 | Saint-Denis      | 23 sierpnia 2003(dts) | [ 5 ]  |
| Rekord Australii i Oceanii | Nathan Deakes   | 1:17:33 | Cixi             | 23 kwietnia 2005(dts) | [ 6 ]  |
| Rekord Azji                | Yūsuke Suzuki   | 1:16:36 | Nomi             | 15 marca 2015(dts)    | [ 7 ]  |
| Rekord Europy              | Yohann Diniz    | 1:17:02 | Arles            | 8 marca 2015(dts)     | [ 8 ]  |

## Wyniki
Źródło: worldathletics.org.
| Pozycja | Zawodnik                | Państwo                  | Czas    | Uwagi      |
| ------- | ----------------------- | ------------------------ | ------- | ---------- |
| 01 !    | Toshikazu Yamanishi     | Japonia                  | 1:19:07 | SB         |
| 02 !    | Koki Ikeda              | Japonia                  | 1:19:14 |            |
| 03 !    | Perseus Karlström       | Szwecja                  | 1:19:18 | SB         |
| 4.      | Samuel Gathimba         | Kenia                    | 1:19:25 | SB         |
| 5.      | Brian Pintado           | Ekwador                  | 1:19:34 | PB         |
| 6.      | Caio Bonfim             | Brazylia                 | 1:19:51 |            |
| 7.      | Álvaro Martín           | Hiszpania                | 1:20:19 |            |
| 8.      | Hiroto Jusho            | Japonia                  | 1:20:39 |            |
| 9.      | Alberto Amezcua         | Hiszpania                | 1:20:44 |            |
| 10.     | César Augusto Rodríguez | Peru                     | 1:20:59 |            |
| 11.     | David Hurtado           | Ekwador                  | 1:21:11 |            |
| 12.     | Wayne Snyman            | Południowa Afryka        | 1:21:23 |            |
| 13.     | Wang Kaihua             | Chińska Republika Ludowa | 1:21:41 | SB         |
| 14.     | Cui Lihong              | Chińska Republika Ludowa | 1:22:17 |            |
| 15.     | Francesco Fortunato     | Włochy                   | 1:22:50 |            |
| 16.     | Diego García            | Hiszpania                | 1:23:21 |            |
| 17.     | Declan Tingay           | Australia                | 1:23:28 |            |
| 18.     | Andrés Olivas           | Meksyk                   | 1:23:36 |            |
| 19.     | Rhydian Cowley          | Australia                | 1:23:37 |            |
| 20.     | Aleksi Ojala            | Finlandia                | 1:23:40 |            |
| 21.     | José Eduardo Ortiz      | Gwatemala                | 1:23:48 |            |
| 22.     | Éider Arévalo           | Kolumbia                 | 1:24:32 |            |
| 23.     | Jordy Jiménez           | Ekwador                  | 1:24:35 |            |
| 24.     | Zhang Jun               | Chińska Republika Ludowa | 1:24:35 |            |
| 25.     | Julio César Salazar     | Meksyk                   | 1:25:16 |            |
| 26.     | Miroslav Úradník        | Słowacja                 | 1:25:40 |            |
| 27.     | José Oswaldo Calel      | Gwatemala                | 1:26:24 |            |
| 28.     | Gieorgij Szejko         | Kazachstan               | 1:26:40 |            |
| 29.     | Eiki Takahashi          | Japonia                  | 1:26:46 |            |
| 30.     | Matheus Corrêa          | Brazylia                 | 1:27:31 |            |
| 31.     | Nick Christie           | Stany Zjednoczone        | 1:28:28 |            |
| 32.     | Gianluca Picchiottino   | Włochy                   | 1:28:33 |            |
| 33.     | Kyle Swan               | Australia                | 1:28:43 |            |
| 34.     | Choe Byeong-kwang       | Korea Południowa         | 1:28:56 |            |
| 35.     | Quentin Rew             | Nowa Zelandia            | 1:29:19 |            |
| 36.     | Lucas Mazzo             | Brazylia                 | 1:29:32 |            |
| 37.     | Dominik Černý           | Słowacja                 | 1:29:41 |            |
| 38.     | Juan Manuel Cano        | Argentyna                | 1:29:47 |            |
| 39.     | David Kenny             | Irlandia                 | 1:31:23 |            |
| 40.     | Sandeep Kumar           | Indie                    | 1:31:58 |            |
| 41.     | Luis Henry Campos       | Peru                     | 1:34:02 |            |
| 42.     | Jesús Calderón          | Meksyk                   | 1:35:43 |            |
| 43.     | Dan Nehnevaj            | Stany Zjednoczone        | 1:43:07 |            |
| –       | Christopher Linke       | Niemcy                   | DNF     |            |
| –       | José Alejandro Barrondo | Gwatemala                | DSQ     | TR 54.7.5. |